# Stiphidion
Stiphidion là một chi nhện trong họ Stiphidiidae.